# Mullsjö kommun
Mullsjö kommun er en kommune i Jönköpings län i Sverige.

## Historie
Kommunen blev dannet i forbindelse med kommunalreformen den 1. januar 1952, ved sammenlægning af kommunerne Bjurbäck, Nykyrka, Sandhem og Utvängstorp, alle i Skaraborgs län. I forbindelse med dannelsen af Västra Götalands län i 1998 blev kommunen og naboen Habo overført til Jönköpings län. Kommunen indgik fra midten af 1960'erne i den såkaldte kommuneblok Habo-Mullsjö, men sammenlægning blev aldrig fuldført.

## Byområder
Der er to byområder i Mullsjö kommun.
I tabellen vises byområderne i størrelsesorden pr. 31. december 2005. Hovedbyen er markeret med fed skrift.
| # | Byområde | Befolkning |
| - | -------- | ---------- |
| 1 | Mullsjö  | 5.508      |
| 2 | Sandhem  | 706        |

57°55′00″N 13°53′00″Ø / 57.916666666667°N 13.883333333333°Ø